# Mehdi Ben Dhifallah
Mehdi Ben Dhifallah, né le 6 mai 1983 à Kélibia, est un footballeur tunisien.
Il évolue au poste d'attaquant à l'Espoir sportif de Hammam Sousse.

## Clubs
- 2004-juillet 2007 : Espérance sportive de Zarzis (Tunisie)
- juillet 2007-janvier 2010 : Étoile sportive du Sahel (Tunisie)
- janvier-juillet 2010 : Al Nasr Benghazi (Libye)
- juillet 2010-juillet 2011 : Al Merreikh Omdurman (Soudan)
- juillet 2011-février 2012 : Stade tunisien (Tunisie)
- février 2012-septembre 2013 : Widzew Łódź (Pologne)
- septembre 2013-mars 2015 : Al Nasr Benghazi (Libye)
- mars-juillet 2015 : Bali United Football Club (Indonésie)
- juillet 2015-août 2016 : Club sportif de Hammam Lif (Tunisie)
- août 2016-août 2017 : Al Ahli Club of Amman (Jordanie)
- depuis août 2017 : Espoir sportif de Hammam Sousse (Tunisie)

## Palmarès
- Coupe de Tunisie : 2004
- Ligue des champions de la CAF : 2007
- Supercoupe de la CAF : 2008
- Coupe de Libye de football : 2010
- Coupe du Soudan : 2011